# Helictotrichon parlatorei
L'avena di Parlatore (Helictotrichon parlatorei (J.Woods) Pilg., 1938) è una pianta angiosperma monocotiledone appartenente alla famiglia delle Poacee (o Gramineae, nom. cons.).

## Etimologia
Il nome generico (Helictotrichon) deriva da due parole greche "helictos" (= contorto) e "thrix" (= capelli) e fa riferimento alla parte terminale del lemma formata da reste attorcigliate. L'epiteto specifico (parlatorei) è stato dato in onore di Filippo Parlatore (1816–1877), botanico italiano.
Il binomio scientifico di questa pianta inizialmente era Avena parlatorei, proposto dal botanico inglese Joseph Woods (24 agosto 1776 – 9 gennaio 1864) in una pubblicazione del 1850, modificato successivamente in quello attualmente accettato Helictotrichon parlatorei perfezionato dal botanico germanico Robert Knud Friedrich Pilger (Helgoland, 3 luglio 1876 – Berlino, 1 settembre 1953) nella pubblicazione "Repertorium Specierum Novarum Regni Vegetabilis. Centralblatt für Sammlung und Veroffentlichung von Einzeldiagnosen neuer Pflanzen. [Edited by Friedrich Fedde]. Berlin" (Repert. Spec. Nov. Regni Veg. 45: 7) del 1938.

## Descrizione

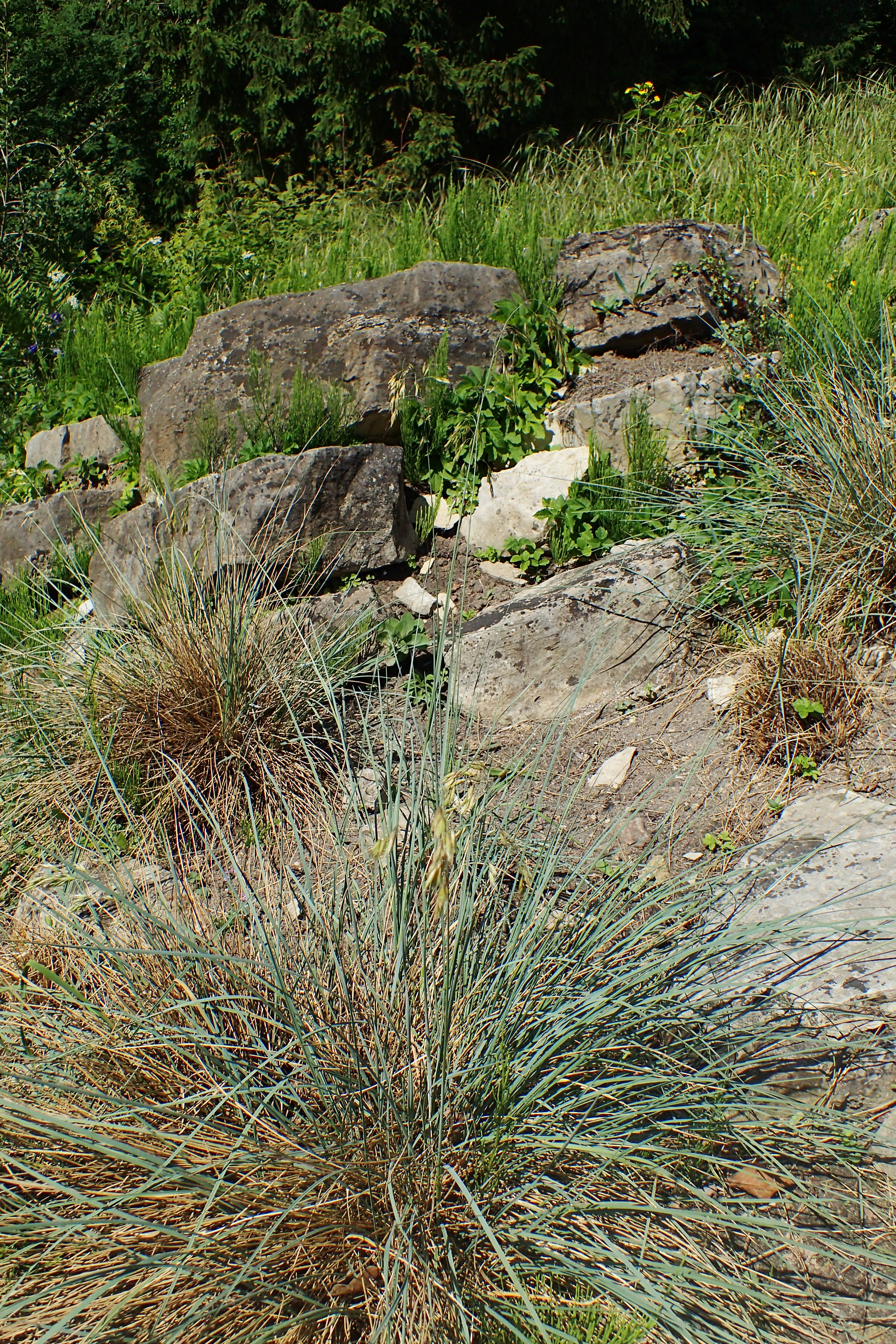
Il portamento

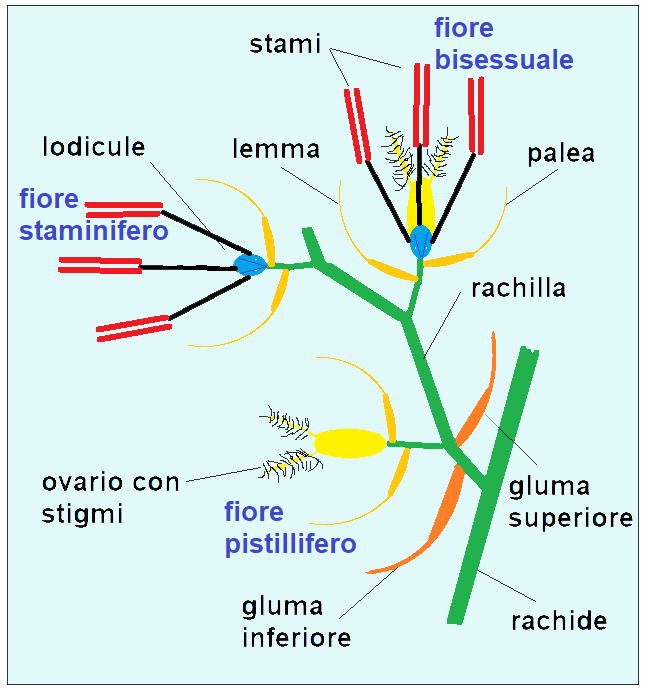
Spighetta generica con tre fiori diversi

Queste piante arrivano ad una altezza di 3 - 8 dm. La forma biologica è emicriptofita cespitosa (H caesp), sono piante erbacee, perenni, con gemme svernanti al livello del suolo e protette dalla lettiera o dalla neve e presentano ciuffi fitti di foglie che si dipartono dal suolo.

### Radici
Le radici sono fascicolate. Sono presenti dei brevi rizomi.

### Fusto
La parte aerea del fusto è composta da culmi formanti densi cespugli. I culmi sono robusti, ascendenti, incurvati nella parte apicale e ruvidi (i peli sono orientati verso l'alto). La base dei culmi è ricoperta dalle guaine morte compattate.

### Foglie
Le foglie lungo il culmo sono disposte in modo alterno, sono distiche e si originano dai vari nodi. Sono composte da una guaina, una ligula e una lamina. Le venature sono parallelinervie. 
- Guaina: la guaina è abbracciante il fusto e in genere è priva di auricole.
- Ligula: la ligula, acuta (nelle altre specie è tronca), è membranosa (a volte lacerata) e cigliata. Lunghezza: 2 – 6 mm.
- Lamina: la lamina ha delle forme conduplicate e consistenza rigida. Raramente sono piane. La superficie della lamina è rigata. Dimensione delle foglie: larghezza 2 – 4 mm; lunghezza 20 – 40 cm; diametro: 1 - 1,5 mm.

### Infiorescenza
Infiorescenza principale (sinfiorescenza o semplicemente spiga): le infiorescenze hanno la forma di una pannocchia aperta, ampia a disegno piramidale e sono formate da diverse spighette (da 15 a 45). La fillotassi dell'inflorescenza inizialmente è a due livelli (o a due ranghi), anche se le successive ramificazioni la fanno apparire a spirale. Dimensioni della pannocchia: lunghezza 8 – 15 cm.

### Spighetta
Infiorescenza secondaria (o spighetta): le spighette, dalle forme oblunghe e compresse lateralmente, sottese da due brattee distiche e strettamente sovrapposte chiamate glume (inferiore e superiore), sono formate da 3 - 4 fiori. Possono essere presenti dei fiori sterili; in questo caso sono in posizione distale rispetto a quelli fertili. Alla base di ogni fiore sono presenti due brattee: la palea e il lemma. La rachilla è pubescente. La disarticolazione avviene sopra le glume, ma non tra i fiori. Le spighette sono screziate di violaceo con riflessi ferruginei. Lunghezza delle spighette (senza le reste): 9 – 12 mm.
- Glume: le glume, con apici acuti, avvolgono completamente i fiori. Lunghezza 9 – 11 mm.
- Palea: la palea è un profillo lanceolato con alcune venature e margini cigliati.
- Lemma: il lemma all'apice è bi-dentato e termina con una lunga resta. La resta è scura ed è inserita dorsalmente oltre la metà verso l'apice; è inoltre cilindrica, ritorta e ginocchiata. Lunghezza del lemma: 9 mm. Lunghezza della resta: 10 – 15 mm.

### Fiore
I fiori fertili sono attinomorfi formati da 3 verticilli: perianzio ridotto, androceo  e gineceo.
- Formula fiorale:[6]

*, P 2, A (1-)3(-6), G (2–3) supero, cariosside.
- Il perianzio è ridotto e formato da due lodicule, delle squame traslucide, poco visibili (forse relitto di un verticillo di 3 sepali). Le lodicule sono membranose e non vascolarizzate.
- L'androceo è composto da 3 stami ognuno con un breve filamento libero, una antera sagittata e due teche. Le antere sono basifisse con deiscenza da una fessura laterale longitudinale. Il polline è monoporato.
- Il gineceo è composto da 3-(2) carpelli connati formanti un ovario supero. L'ovario, pubescente dappertutto, ha un solo loculo con un solo ovulo subapicale (o quasi basale). L'ovulo è anfitropo e semianatropo e tenuinucellato o crassinucellato. Lo stilo è breve con due stigmi papillosi e distinti.
- Fioritura: da (maggio) giugno a luglio (agosto).

### Frutti
I frutti sono dei cariosside, ossia sono dei piccoli chicchi indeiscenti, con forme ovoidali, nei quali il pericarpo è formato da una sottile parete che circonda il singolo seme. In particolare il pericarpo è fuso al seme ed è aderente. L'endocarpo non è indurito e l'ilo è lungo e lineare. L'embrione è provvisto di epiblasto; ha inoltre un solo cotiledone altamente modificato (scutello senza fessura) in posizione laterale. I margini embrionali della foglia non si sovrappongono. A volte l'endosperma è liquido.

## Biologia
Come gran parte delle Poaceae, le specie di questo genere si riproducono per impollinazione anemogama. Gli stigmi più o meno piumosi sono una caratteristica importante per catturare meglio il polline aereo. 
La dispersione dei semi avviene inizialmente a opera del vento (dispersione anemocora) e una volta giunti a terra grazie all'azione di insetti come le formiche (mirmecoria). In particolare i frutti di queste erbe possono sopravvivere al passaggio attraverso le viscere dei mammiferi e possono essere trovati a germogliare nello sterco.

## Distribuzione e habitat

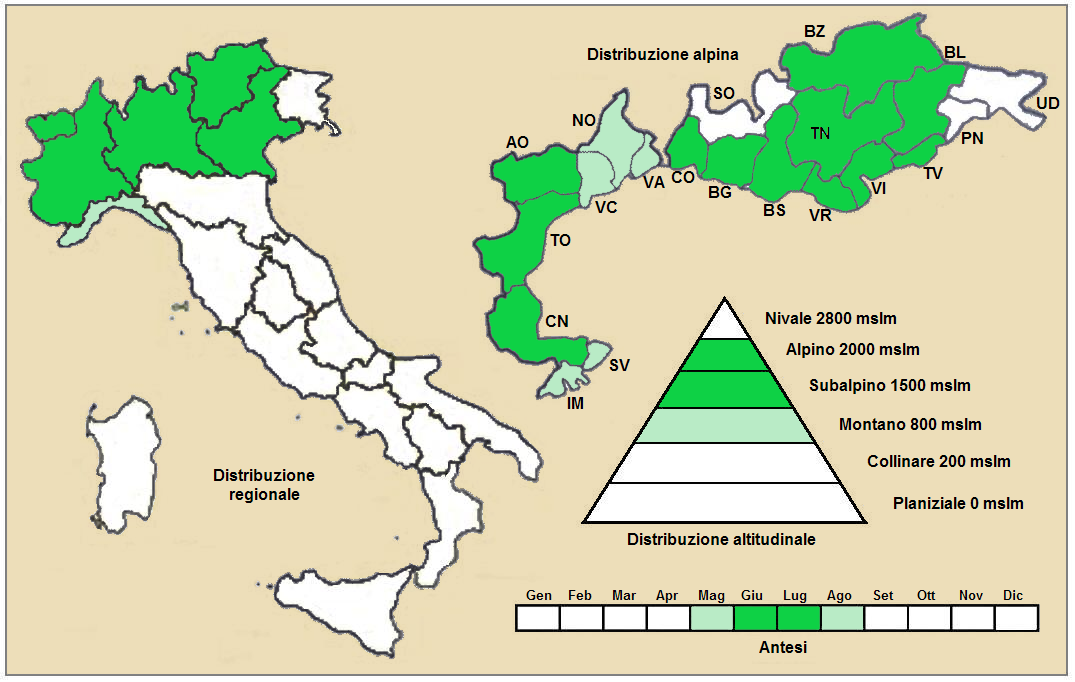
Distribuzione della pianta
(Distribuzione regionale – Distribuzione alpina)

- Geoelemento: il tipo corologico (area di origine) è Endemico - Alpico.
- Distribuzione: in Italia è una specie rara ed è presente al Nord. Nelle Alpi è presente con discontinuità. Fuori dall'Italia, sempre nelle Alpi, questa specie si trova in Francia (dipartimenti di Alpes-de-Haute-Provence, Hautes-Alpes, Alpes-Maritimes, Drôme, Isère e Savoia), in Austria (Länder del Tirolo Settentrionale, Salisburgo, Carinzia, Stiria, Austria Superiore e Austria Inferiore) e Slovenia.[14]
- Habitat: gli habitat tipici sono i pendii soleggiati e i pascoli sassi. Il substrato preferito è calcareo con pH basico, bassi valori nutrizionali del terreno che deve essere secco.[14]
- Distribuzione altitudinale: sui rilievi in Italia queste piante si possono trovare da 1.300 a 2.400 m s.l.m.; nelle Alpi frequentano quindi i seguenti piani vegetazionali: subalpino, alpino e in parte quello montano.

### Fitosociologia

#### Areale alpino
Dal punto di vista fitosociologico alpino Helictotrichon parlatorei appartiene alla seguente comunità vegetale:
- Formazione: delle comunità delle praterie rase dei piani subalpino e alpino con dominanza di emicriptofite.

- Classe: Elyno-Seslerietea variae

- Ordine: Seslerietalia variae

#### Areale italiano
Per l'areale completo italiano Helictotrichon parlatorei appartiene alla seguente comunità vegetale:
- Macrotipologia: vegetazione sopraforestale criofila e dei suoli crioturbati.

- Classe: Festuco-seslerietea

- Ordine: Seslerietalia caeruleae

- Alleanza: Caricion austroalpinae

- Suballeanza: Caricenion austroalpinae

Descrizione: questa "suballeanza" si riferisce alle praterie emicriptofite, spesso dominate da Sesleria caerulea e da Carex sempervirens, diffuse sui versanti carbonatici da 1.700 m al limite degli alberi nelle Alpi meridionali. È una comunità relativamente termofila con microclima fresco e umido. Le comunità del Caricenion australpinae possono ritrovarsi anche in ambiti collinari e submontani. La distribuzione è relativa all'alleanza endemica del territorio insubrico.

## Tassonomia
La famiglia delle Poacee comprende circa 800 generi e oltre 9.000 specie. È una delle famiglie più numerose e più importanti del gruppo delle monocotiledoni. La famiglia è suddivisa in 12 sottofamiglie, il genere Helictotrichon  fa parte della sottofamiglia Pooideae, tribù Poeae, sottotribù Aveninae.
Il basionimo per questa specie è: Avena parlatorei Woods, 1850

### Filogenesi
La sottotribù Aveninae fa parte della tribù Poeae Dumort., 1824 e quindi della supertribù Poodae L. Liu, 1980. All'interno della tribù, la sottotribù Aveninae appartiene al gruppo con le sequenze dei plastidi di tipo "Poeae" (definito "Poeae chloroplast groups 1" o anche "Plastid Group 1 (Poeae-type)").
All'interno delle Aveninae si individuano due subcladi. Helictotrichon si trova nel primo clade insieme ai generi Arrhenatherum e Avena. Questo genere tradizionalmente è rimasto parafiletico per lungo tempo; solamente con gli ultimi studi filogenetici è stato ridotto a due soli subgeneri: subg. Helictotrichon e subg. Tricholemma M. Ròser, passando così da un centinaio di specie ad una trentina. La specie H. parlatorei è una specie tetraploide; la stirpe più comune è la forma diploide (2n = 14), quella tetraploide (2n = 28) in Italia è stata riscontrata nel Piemonte. L'allopoliploidia può essersi generata da un evento ibridogeno tra le specie H. parlatprei e Helictotrichon sempervirens (Vill.) Pilg., ma è da verificare.
Le seguenti sono sinapomorfie relative a tutta la sottofamiglie (Pooideae):
- la fillotassi dell'inflorescenza inizialmente è a due livelli;
- le spighette sono compresse lateralmente;
- i margini embrionali della foglia non si sovrappongono;
- l'embrione è privo della fessura scutellare.

Per il genere Helictotrichon è stata individuata la seguente sinapomorfia: l'ilo è lungamente lineare.
Il numero cromosomico di H. parlatorei è: 2n = 14 e 28